# Record du Maroc de natation messieurs du 200 mètres brasse
Cet article présente la progression des records masculins du Maroc en natation de style brasse.

## Bassin de 50 mètres
| Temps         | Athlète       | Naissance | Âge | Club | Compétition              | Lieu       | Date         |
| ------------- | ------------- | --------- | --- | ---- | ------------------------ | ---------- | ------------ |
| 2 min 28 s 24 | Youssef Hafdi | 1986      | 18  | CNJ  |                          | Casablanca | 5 mai 2004   |
| 2 min 27 s 63 | Morad Berrada | 1991      | 21  | WAC  | Championnat régional été | Nîmes      | 24 juin 2012 |